# 上林颂
《上林颂》是中國东汉经学家、文学家馬融的漢賦作品，是《广成颂》的续作。创作于汉桓帝永兴二年（154年），内容是劝谏桓帝不可沉湎游乐，同时提醒借校猎之机加强武备。原作亡佚已久，直至日本古典研究會昭和44年（1969年）出版的《影弘仁本〈文館詞林〉》收录一卷次不明的阙题残篇，後來被研究认定是《上林颂》。